# Olympische Sommerspiele 1952/Leichtathletik – 4 × 100 m (Frauen)

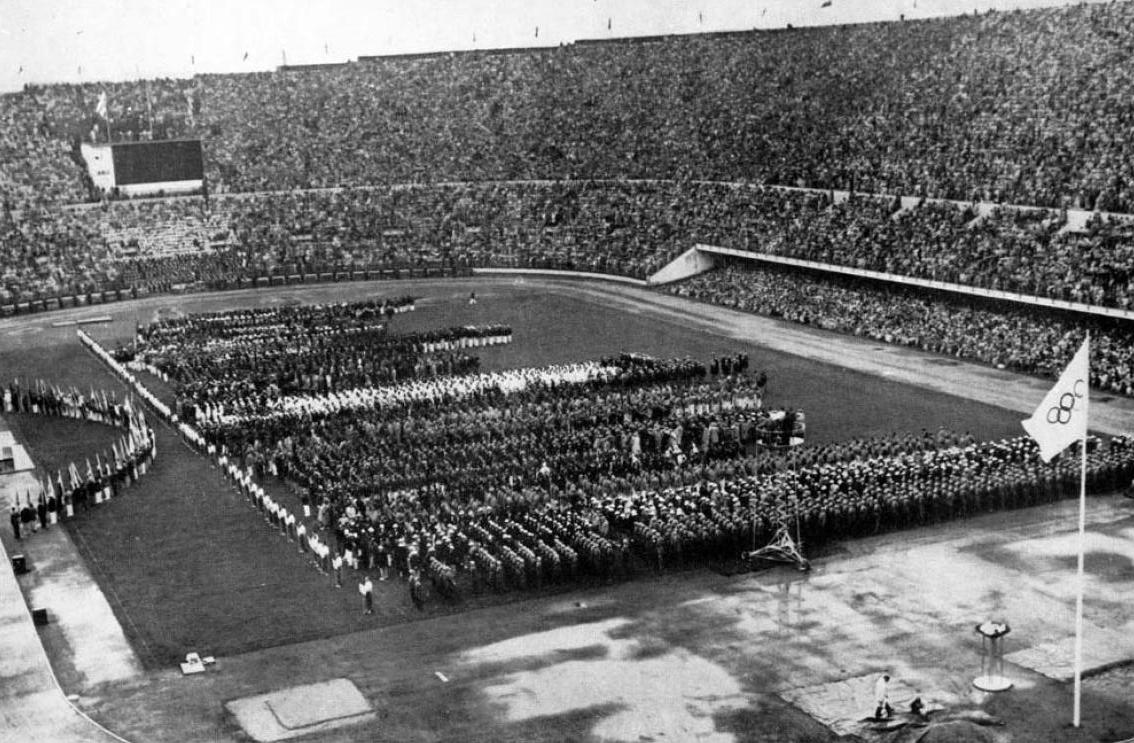
Eröffnungsfeier bei den Olympischen Spielen in Helsinki

Die 4-mal-100-Meter-Staffel der Frauen bei den Olympischen Spielen 1952 in Helsinki wurde am 27. Juli 1952 im Olympiastadion in Helsinki ausgetragen. In fünfzehn Staffeln nahmen sechzig Athletinnen teil.
Die Goldmedaille gewann die US-amerikanische Staffel mit Mae Faggs, Barbara Jones, Janet Moreau und Catherine Hardy in neuer Weltrekordzeit.

Silber errang die deutsche Mannschaft in der Besetzung Ursula Knab, Maria Sander, Helga Klein und Marga Petersen.

Bronze ging an die Staffel Großbritanniens mit Sylvia Cheeseman, June Foulds, Jean Desforges und Heather Armitage.

## Rekorde

### Bestehende Rekorde
| Weltrekord         | 46,4 s | Deutsches Reich (Emmy Albus, Käthe Krauß, Marie Dollinger, Ilse Dörffeldt) | Vorlauf OS Berlin, Deutsches Reich | 8. August 1936 |
| Olympischer Rekord | 46,4 s | Deutsches Reich (Emmy Albus, Käthe Krauß, Marie Dollinger, Ilse Dörffeldt) | Vorlauf OS Berlin, Deutsches Reich | 8. August 1936 |

### Rekordverbesserungen
Dreimal wurde ein Welt- und damit auch Olympiarekord aufgestellt:
- 46,1 s – Australien (Shirley Strickland, Verna Johnston, Winsome Cripps, Marjorie Jackson), erster Vorlauf am 27. Juli
- 45,9 s – USA (Mae Faggs, Barbara Jones, Janet Moreau, Catherine Hardy), Finale am 27. Juli
- 45,9 s – Deutschland (Ursula Knab, Maria Sander, Helga Klein, Marga Petersen), Finale am 27. Juli

## Durchführung des Wettbewerbs
Die Staffeln traten am 27. Juli zu drei Vorläufen an. Die jeweils zwei besten Teams – hellblau unterlegt – qualifizierten sich für das Finale, das am selben Tag stattfand.

## Zeitplan
27. Juli, 15:00 Uhr: Vorläufe

27. Juli, 17:00 Uhr: Finale

## Vorläufe
Datum: 27. Juli 1952, ab 15:00 Uhr
Im ersten Vorlauf ging das erste und einzige Mal in der olympischen Geschichte eine Sprintstaffel des Saarlands an den Start.

### Vorlauf 1
| Platz | Staffel     | Besetzung                                                         | Offizielle Zeit handgestoppt | Inoffizielle Zeit elektronisch |
| ----- | ----------- | ----------------------------------------------------------------- | ---------------------------- | ------------------------------ |
| 1     | Australien  | Shirley Strickland Verna Johnston Winsome Cripps Marjorie Jackson | 46,1 s WR                    | 46,22 s                        |
| 2     | Niederlande | Grietje de Jongh Bertha Brouwer Nel Büch Wilhelmina Lust          | 47,1 s000                    | 47,32 s                        |
| 3     | Argentinien | Lilián Heinz Lilián Buglia Gladys Erbetta Ana María Fontán        | 47,9 s000                    | 48,11 s                        |
| 4     | Polen       | Maria Arndt Maria Ilwicka Genowefa Minicka Eulalia Szwajkowska    | 48,1 s000                    | 48,21 s                        |
| 5     | Saarland    | Inge Glashörster Inge Eckel Hilda Antes Ursula Finger             | 49,0 s000                    | 49,22 s                        |

### Vorlauf 2
| Platz | Staffel        | Besetzung                                                                | Offizielle Zeit handgestoppt | Inoffizielle Zeit elektronisch |
| ----- | -------------- | ------------------------------------------------------------------------ | ---------------------------- | ------------------------------ |
| 1     | USA            | Mae Faggs Barbara Jones Janet Moreau Catherine Hardy                     | 46,5 s                       | 46,77 s                        |
| 2     | Großbritannien | Sylvia Cheeseman June Foulds Jean Desforges Heather Armitage             | 46,6 s                       | 46,84 s                        |
| 3     | Italien        | Vittoria Cesarini Milena Greppi Giuseppina Leone Liliana Tagliaferri     | 47,4 s                       | 47,68 s                        |
| 4     | Schweden       | Anna-Lisa Augustsson Agneta Hannerz Greta Magnusson Nell Sjöström        | 47,8 s                       | 48,06 s                        |
| DSQ   | Ungarn         | Olga Gyarmati Aranka Szabó-Bartha Ibolya Tilkovszky Ilona Tolnai-Rákhely |                              |                                |

### Vorlauf 3
| Platz | Staffel        | Besetzung                                                                | Offizielle Zeit handgestoppt | Inoffizielle Zeit elektronisch |
| ----- | -------------- | ------------------------------------------------------------------------ | ---------------------------- | ------------------------------ |
| 1     | BR Deutschland | Ursula Knab Maria Sander Helga Klein Marga Petersen                      | 46,3 s                       | 46,42 s                        |
| 2     | Sowjetunion    | Irina Turowa Jewgenija Setschenowa Nadeschda Chnykina Wera Kalaschnikowa | 46,7 s                       | 47,01 s                        |
| 3     | Kanada         | Frances O’Halloran Luella Law Rosella Thorne Eleanor McKenzie            | 47,3 s                       | 47,47 s                        |
| 4     | Frankreich     | Alberte de Campou Denise Laborie Marcelle Gabarrus Yvette Monginou       | 47,6 s                       | 47,79 s                        |
| 5     | Finnland       | Maire Österdahl Leena Sipilä Aino Autio Ulla Pokki                       | 50,2 s                       | 50,34 s                        |

## Finale
Datum: 27. Juli 1952, 17:00 Uhr
| Platz | Staffel        | Besetzung                                                                | Offizielle Zeit handgestoppt | Inoffizielle Zeit elektronisch |
| ----- | -------------- | ------------------------------------------------------------------------ | ---------------------------- | ------------------------------ |
| 1     | USA            | Mae Faggs Barbara Jones Janet Moreau Catherine Hardy                     | 45,9 s WR                    | 46,14 s0                       |
| 2     | BR Deutschland | Ursula Knab Maria Sander Helga Klein Marga Petersen                      | 45,9 s WR                    | 46,18 s0                       |
| 3     | Großbritannien | Sylvia Cheeseman June Foulds Jean Desforges Heather Armitage             | 46,2 s000                    | 46,41 s0                       |
| 4     | Sowjetunion    | Irina Turowa Jewgenija Setschenowa Nadeschda Chnykina Wera Kalaschnikowa | 46,3 s000                    | 46,42 s0                       |
| 5     | Australien     | Shirley Strickland Verna Johnston Winsome Cripps Marjorie Jackson        | 46,6 s000                    | 46,86 s0                       |
| 6     | Niederlande    | Grietje de Jongh Bertha Brouwer Nel Büch Wilhelmina Lust                 | 47,8 s a00                   | 47,16 s a                      |

Topfavorit war die australische Staffel, die im Vorlauf den Weltrekord verbessert hatte.
Beim letzten Wechsel lagen die Australierinnen auch in Führung vor den Deutschen und den US-Amerikanerinnen. Doch der Wechsel von Winsome Cripps auf Marjorie Jackson war der Knackpunkt des gesamten Rennens. Zwar konnte Cripps den Staffelstab noch an Jacksons übergeben, doch mit ihrem Knie schlug sie ihn ihrer Teamkameradin wieder aus der Hand. Jackson hob das Holz zwar geistesgegenwärtig blitzschnell vom Boden auf und konnte das Rennen fortsetzen, doch der Rückstand war zu groß. Dass die Australierinnen trotz dieses Missgeschicks nur sieben Zehntelsekunden hinter den Olympiasiegerinnen noch Fünfte wurden, zeigt ihr ganzes Potential.
Die deutsche Staffel lag nun in Front, Marga Petersen rannte in Führung liegend die Zielgerade hinunter. Catherine Hardy konnte den Rückstand jedoch egalisieren. Beide Teams gingen in neuer Weltrekordzeit von 45,9 s durchs Ziel, womit beide die ersten Staffeln waren, die unter der 46-Sekunden-Marke blieben. Erst die elektronische Zeitnahme machte deutlich, dass die US-Staffel um vier Hundertstelsekunden schneller war als die deutsche Mannschaft.
Im fünften olympischen Finale lief die US-Staffel zum dritten Sieg. Die in der Staffel eingesetzte Barbara Jones war mit erst fünfzehn Jahren die bis dahin jüngste Olympiasiegerin in der Leichtathletik.

## Videolinks
- USA's Women Set New 4x100m World Record For Gold - Helsinki 1952 Olympics, youtube.com, abgerufen am 8. August 2021
- OLYMPIC GAMES - 1952, Bereich: 2:11 min bis 2:27 min, youtube.com, abgerufen am 8. August 2021